# Новоильинка (Колпашевский район)
Новоильи́нка (южносельк. Са́ндӓ хара́ — новое село) — село в Колпашевском районе Томской области, Россия. Входит в состав Саровского сельского поселения.

## История
Основано в 1706 г.
В 1874 г. в с. Новоильинском Н.П. Григоровский продолжал сбор данных для словаря чаинского диалекта южноселькупского языка.
В 1926 году село Ново-Ильинское состояло из 132 хозяйств, основное население — русские. Центр Ново-Ильинского сельсовета Колпашевского района Томского округа Сибирского края.

## Население
| 1910 | 1920 | 1926 | 2002 | 2010 | 2012 | 2013 |
| ---- | ---- | ---- | ---- | ---- | ---- | ---- |
| 645  | →645 | ↘546 | ↘361 | ↘321 | →321 | ↘318 |
| 2014 | 2015 | 2021 |      |      |      |      |
| ↗322 | ↗325 | ↘198 |      |      |      |      |